# Toshihira Ōsumi
Toshihira Ōsumi (大隅 俊平, Ōsumi Toshihira), nom véritable Ōsumi Sadao ou Ōsumi Tadao, né le 23 janvier 1932 à Ōta, préfecture de Gunma -  mort le 4 octobre 2009 dans la même ville, est un forgeron japonais. Il est désigné Trésor national vivant du Japon en 1997 dans la catégorie « travail du métal ».

## Biographie
Toshihira Ōsumi apprend l'art du forgeage à Sakaki dans la préfecture de Nagano auprès de Yukihira Miyairi,(1913–1977), lui-même Trésor national vivant du Japon. En 1958, il retourne dans sa ville natale d'Ōta et dirige sa propre forge dans laquelle il fabrique des sabres en acier tamahagane selon la tradition bitchū avec des hamon de forme suguha. Il est trois fois lauréat du prix Masamune (正宗賞), ainsi nommé d'après le forgeron Masamune. En 1988, il est nommé citoyen d'honneur de sa ville natale. En 1999, il est décoré de la médaille au ruban pourpre et en 2006 de l'ordre du Soleil levant (commandeur de la classe du mérite).
Il meurt en avril 2009 à l'âge de 77 ans à son domicile à Ōta.

## Liens web
- (ja) « 大隅俊平美術館 », Ōsumi Toshihira　Museum,‎ 2013-00-00 (consulté le 12 août 2015)
- (ja) « 大隅俊平 », National Research Institute for Cultural Properties Tokyo,‎ 27 octobre 2014 (consulté le 18 mars 2015), p. 476-477
- Notices d'autorité :   - VIAF

## Source de la traduction
- (de) Cet article est partiellement ou en totalité issu de l’article de Wikipédia en allemand intitulé « Toshihira Ōsumi » (voir la liste des auteurs).